# Lijst van rijksmonumenten in Pieterburen
De plaats Pieterburen telt 19 inschrijvingen in het rijksmonumentenregister. Hieronder een overzicht.
| Object | Oorspronkelijke functie?  | Bouwjaar                                                    | Architect        | Locatie               | Coördinaten?                  | Nr.?   | Afbeelding                                     |
| --- | ------------------------- | ----------------------------------------------------------- | ---------------- | --------------------- | ----------------------------- | ------ | ---------------------------------------------- |
| Pand onder laag schilddak met hoekschoorstenen                                                                        | Woonhuis                  |                                                             |                  | Hoofdstraat 69        | 53° 24' 2" NB, 6° 26' 60" OL  | 14553  | Pand onder laag schilddak met hoekschoorstenen |
| Pand onder schilddak met hoekschoorstenen                                                                             | Woonhuis                  |                                                             |                  | Hoofdstraat 93        | 53° 24' 1" NB, 6° 27' 11" OL  | 14554  | Pand onder schilddak met hoekschoorstenen      |
| Pand onder schilddak met hoekschoorstenen en omlijste ingang met Vlaamse top. Foto uit 2010. In 2011 deels afgebrand. | Woonhuis                  |                                                             |                  | Hoofdstraat 103       | 53° 24' 1" NB, 6° 27' 16" OL  | 14555  | Meer afbeeldingen                              |
| Pand met woondeel onder zadeldak tegen topgevel en haaks daarop een schuur (voorm. bierbrouwerij)                     | Boerderij                 | 1718 (woonhuis) 1798 (inrijpoort schuur)                    |                  | Hoofdstraat 155       | 53° 24' 1" NB, 6° 27' 36" OL  | 14556  | Meer afbeeldingen                              |
| Hervormde kerk (Petruskerk)                                                                                           | Kerk en kerkonderdeel     | verm. 1400-1450 (schip, deel koor) 17e eeuw (dwarsarm)      |                  | Hoofdstraat 74        | 53° 23' 59" NB, 6° 27' 4" OL  | 14557  | Meer afbeeldingen                              |
| Hervormde kerk, toren                                                                                                 | Kerk en kerkonderdeel     | 1805 (toren)                                                | M. Walles (1805) | Hoofdstraat 74        | 53° 23' 59" NB, 6° 27' 3" OL  | 14558  | Meer afbeeldingen                              |
| Pand onder hoog zadeldak met wolfseinden                                                                              | Boerderij                 | 1819                                                        |                  | Hoofdstraat 140       | 53° 23' 59" NB, 6° 27' 34" OL | 14559  | Meer afbeeldingen                              |
| De Vier Winden | Industrie- en poldermolen | 1846 1971-'73 (rest.) 2008 (herst.)                         |                  | Hoofdstraat 150       | 53° 23' 59" NB, 6° 27' 38" OL | 14560  | Meer afbeeldingen                              |
| Tuinhuis onder schilddak (Domies Toenhoes)                                                                            | Tuin, park en plantsoen   | 19e eeuw                                                    |                  | bij Hoofdstraat 74    | 53° 23' 59" NB, 6° 27' 4" OL  | 14561  | Tuinhuis onder schilddak (Domies Toenhoes)     |
| Huninga | Boerderij                 | 1820 (voorhuis)                                             |                  | Oosterweg 13          | 53° 23' 14" NB, 6° 27' 30" OL | 14562  | Meer afbeeldingen                              |
| Tammensheerd | Boerderij                 | 18e eeuw 1832 (verb.) 1857 (verb.)                          |                  | Oosterweg 19          | 53° 23' 54" NB, 6° 27' 36" OL | 14563  | Meer afbeeldingen                              |
| Bolt Pieterburen | Boerderij                 | 1801 (voorhuis) 1893 (hals, schuren)                        |                  | Oudedijk 19           | 53° 24' 23" NB, 6° 27' 21" OL | 14564  | Meer afbeeldingen                              |
| Ten Dijke (schathuis van de voorm. borg Dijksterhuis)                                                                 | Boerderij                 | 1857                                                        |                  | Wierhuisterweg 37     | 53° 24' 20" NB, 6° 26' 44" OL | 14566  | Meer afbeeldingen                              |
| Begraafplaats Wierhuizen                                                                                              | Begraafplaats en -onderdl | oorspr. 12e eeuw 1813 (oudste zerk) 1870 (huidig uiterlijk) |                  | bij Wierhuisterweg 24 | 53° 24' 3" NB, 6° 25' 33" OL  | 509441 | Meer afbeeldingen                              |
| Begraafplaats Wierhuizen, hek                                                                                         | Begraafplaats en -onderdl | 1850-1900                                                   |                  | bij Wierhuisterweg 24 | 53° 24' 3" NB, 6° 25' 33" OL  | 509442 | Meer afbeeldingen                              |
| Begraafplaats Wierhuizen, baarhuisje                                                                                  | Begraafplaats en -onderdl | 1850-1900                                                   |                  | bij Wierhuisterweg 24 | 53° 24' 3" NB, 6° 25' 33" OL  | 509443 | Meer afbeeldingen                              |
| Themaheerdt | Boerderij                 | 1925 1969 (verb. schuur)                                    | P. de Vries      | Oudedijk 2            | 53° 24' 21" NB, 6° 27' 49" OL | 509448 | Themaheerdt                                    |
| Themaheerdt, stookhut                                                                                                 | Boerderij                 | 1925-1926                                                   |                  | bij Oudedijk 2        | 53° 24' 21" NB, 6° 27' 49" OL | 509449 | Upload foto                                    |
| Jachtlust | Dienstwoning              | 1884                                                        |                  | Hoofdstraat 51        | 53° 24' 3" NB, 6° 26' 53" OL  | 528039 | Meer afbeeldingen                              |